# Dmitrij Łobkow
Dmitrij Władimirowicz Łobkow (ros. Дмитрий Владимирович Лобков; ur. 2 lutego 1981 w Muromiu) – rosyjski łyżwiarz szybki, srebrny medalista mistrzostw świata.

## Kariera
największy sukces w karierze Dmitrij Łobkow osiągnął w 2004 roku, kiedy zdobył srebrny medal w biegu na 500 m podczas mistrzostw świata na dystansach w Seulu. W zawodach tych rozdzielił na podium dwóch Kanadyjczyków: Jeremy’ego Wotherspoona i Mike’a Irelanda. Był to jego jedyny medal wywalczony na międzynarodowej imprezie tej rangi. Kilkakrotnie startował na sprinterskich mistrzostwach świata, najlepszy wynik osiągając podczas mistrzostw świata w wieloboju sprinterskim w Hamar w 2007 roku, gdzie zajął czwarte miejsce. Walkę o medal przegrał tam z Shanim Davisem z USA. W 2002 roku wystąpił na igrzyskach olimpijskich w Salt Lake City, gdzie zajął jedenaste miejsce na 500 m i osiemnaste na 1000 m. Startował również na trzech kolejnych igrzyskach, ale nie uzyskał lepszego rezultatu. Wielokrotnie stawał na podium zawodów Pucharu Świata, odnosząc przy tym sześć zwycięstw. W zawodach tego cyklu zadebiutował 9 grudnia 2000 roku w Seulu, zajmując 21. miejsce na 500 m. Pierwsze podium i zarazem pierwsze zwycięstwo wywalczył 2 marca 2002 roku w Oslo, gdzie był najlepszy na swym koronnym dystansie. Najlepsze wyniki osiągnął w sezonie 2003/2004, kiedy zajął drugie miejsce w klasyfikacji końcowej 500 m. Ponadto w sezonach 2004/2005 i 2007/2008 plasował się na trzeciej pozycji w tej klasyfikacji.